# Wilster å
Wilster å (tysk: Wilsterau eller Wilster Au) er en biflod til Stör i det nordlige Tyskland, beliggende i Holsten under Kreis Steinburg og i Wilstermarsch.